# Édouard Bonnefoix
Édouard Bonnefoix, né le 9 décembre 1998 à Montbrison, est un coureur cycliste français. 

## Carrière
Il court la saison 2016 au sein du Vélo Club Villefranche Beaujolais. Il effectue ensuite ses quatre saisons U23 au sein de l'UC Monaco. Il passe professionnel en 2022 en intégrant l'équipe cycliste Nice Métropole Côte d'Azur.

## Palmarès
- 2018
  - Grand-Prix de Saint-Maur[3]